# Мехмет Акиф-авеню
Мехмет Акиф-авеню (тур. Mehmet Akif Caddesi), также известная как Деребою, — авеню, расположенная в Северной Никосии, турецкой части Никосии, и считающийся центром развлечений в столице частично признанной Турецкой Республики Северного Кипра. Она также называлась «Шекспир-авеню» во времена британского правления на Кипре. Авеню пересекает и проходит через Зелёную линию, часть улицы, находящаяся под контролем турок-киприотов, составляет в длину около 1 600 метров. Мехмет Акиф-авеню имеет 2 полосы движения.
Мехмет Акиф-авеню стала центром развлечений и ночной жизни в последние десятилетия (1990-е и 2000-е годы). На авеню расположено множество баров и ресторанов. Встречаются на авеню и оживлённые перекрёстки, такие как известный Перекрёсток премьер-министра. Авеню также используется для проведения уличных демонстраций и маршей. Путь Никосийского марафона пролегает через Мехмет Акиф-авеню. Кроме того здесь проходят ярмарки и концерты.
Названа в честь турецкого поэта, автора слов гимна Турции, Мехмета Акифа.